# Ben Elton
Benjamin Charles "Ben" Elton (London, 1959. május 3. –) angol komikus, író, színműíró. Az angol humor ismert képviselője, stand-up komikus, sikeres tv-sorozatok forgatókönyvírója (Dilizsaruk, Fekete Vipera). 1989-től 2012-ig 14 regénye jelent meg, a Queen együttes dalaiból készült We Will Rock You című musical (2002) forgatókönyvírója.

## Pályafutása kezdete
Televíziós pályafutását stand up komikusként kezdte a BBC The Oxford Road Show című műsorában. Első sikerét 23 évesen a The Young Ones című szituációs komédia (sitcom) társszerzőjeként érte el, melyben alkalmanként fel is lépett. Az 1980-as évektől beindult pályafutása, több sorozat forgatókönyvírója, alkalmi szereplője. 1989-ben jelent meg első regénye.

## Televíziós munkái
- Ben Elton 1985-től Richard Curtis-szel társszerzője a Fekete Vipera sorozatnak, mely Rowan Atkinson főszereplésével nemzetközi sikert ér el.
- Elton és Curtis a szerzői Mr. Bean sorozat egyik epizódjának is.
- További közös munkája Atkinsonnal a Dilizsaruk című sorozat (1995, 1996), melynek nemcsak forgatókönyvírója, hanem társproducere is.

## Regényei
1989-től 15 regényt írt, ezek közül több magyarul is megjelent.

### Magyarul megjelent regényei
- Pattogatott vérfürdő; ford. Rézműves Zoltán; Európa, Bp., 1997 ISBN 963-076-266-8 (Eredeti kiadás: Popcorn, 1996)

A könyv alapján készült színdarabot 1998-ban a Vígszínház is bemutatta Popcorn címmel, Marton László rendezésében, Kamarás Iván és Liptai Klaudia főszereplésével. A székesfehérvári Vörösmarty Színházban Szurdi Miklós rendezte a darabot.
- Halál egyenes adásban. Egy valóságshow regénye; ford. Uram Tamás; Európa, Bp., 2003 ISBN 963-0774-90-9 (Eredeti kiadás: Dead Famous, 2001)
- Parázs a hamu alatt; ford. Uram Tamás; Európa, Bp., 2004 ISBN 963-0776-57-X (Eredeti kiadás: Blast from the Past, 1998)
- Vakvilág; ford. Weisz Böbe; Alinea, Bp., 2011  Vakvilág. Alinea Kiadó (2011). ISBN 978-963-9659-66-7 (Eredeti kiadás: Blind Faith, 2007)
- Sztárkeverők. Egy tehetségkutató regénye; ford. Weisz Böbe; Alinea, Bp., 2016 ISBN 9786155303920 (Eredeti kiadás: Chart Throb, 2006)

### További regényei
- Stark (1989)
- Gridlock (1991)
- This Other Eden (1993)
- Inconceivable (1999)

A könyv alapján készült a Papás-mamás című film (2000) forgatókönyve.
- High Society (2002)
- Past Mortem (2004)
- The First Casualty (2005)
- Meltdown (2010)
- Two Brothers (2012)
- Time and Time Again (2014)

## Musicalek
- Andrew Lloyd Webber Volt egyszer egy csapat (The Beautiful Game, 2000) musicaljének forgatókönyv- és szövegírója (2000). 2005 májusában a Madách Színház is bemutatta a darabot, Bródy János magyar szövegváltozatával, Szirtes Tamás rendezésében.
- A Queen együttes zenéjére készült We Will Rock You című musical forgatókönyvírója.
- Tonight's the Night, Rod Stewart dalaira (2003).
- Andrew Lloyd Webber Az Operaház Fantomja című musicalje folytatásának (Love Never Dies, 2010) egyik forgatókönyvírója.

## Kritikák, vélemények
"Ben Elton humoristaként is mindig is éles szemű megfigyelője, a közönséget nevettető és ugyanakkor elgondolkodtató kritikusa volt korunk különféle meglepő vagy éppen hétköznapi jelenségeinek."
"Ben Elton: A volt stand-up komikus az új Orwell?" (The Independent, 2007. november 11.)

## Fordítás
- Ez a szócikk részben vagy egészben  a   Ben Elton című angol Wikipédia-szócikk ezen változatának fordításán alapul.  Az eredeti cikk szerkesztőit annak laptörténete sorolja fel. Ez a jelzés csupán a megfogalmazás eredetét és a szerzői jogokat jelzi, nem szolgál a cikkben szereplő információk forrásmegjelöléseként.